# Пахарес-де-лос-Отерос
Пахарес-де-лос-Отерос (ісп. Pajares de los Oteros) — муніципалітет в Іспанії, у складі автономної спільноти Кастилія-і-Леон, у провінції Леон. Населення — 350 осіб (2010).
Муніципалітет розташований на відстані близько 260 км на північний захід від Мадрида, 31 км на південь від Леона.
На території муніципалітету розташовані такі населені пункти: (дані про населення за 2010 рік)
- Фуентес-де-лос-Отерос: 28 осіб
- Морілья-де-лос-Отерос: 36 осіб
- Пахарес-де-лос-Отерос: 147 осіб
- Побладура-де-лос-Отерос: 18 осіб
- Кінтанілья-де-лос-Отерос: 21 особа
- Вальдесас-де-лос-Отерос: 58 осіб
- Велілья-де-лос-Отерос: 42 особи

## Демографія
Динаміка населення (INE ):